# Eric Wolf
Eric Robert Wolf (1. februar 1923 – 6. marts 1999) var en amerikansk antropolog, bedst kendt for sit forsvar af marxistiske metoder inden for antropologi, samt for sin forskning inden for Latinamerika.